# Tachina latiforceps
Tachina latiforceps là một loài ruồi trong họ Tachinidae.